# Carl Gripenstedt
Carl Gripenstedt (Bälinge, 23 de febrero de 1893-Odensbacken, 30 de abril de 1981) fue un deportista sueco que compitió en esgrima, especialista en la modalidad de espada. Ganó tres medallas en el Campeonato Mundial de Esgrima entre los años 1931 y 1935.

## Palmarés internacional
| Campeonato Mundial | Campeonato Mundial | Campeonato Mundial | Campeonato Mundial |
| Año                | Lugar              | Medalla            | Prueba             |
| ------------------ | ------------------ | ------------------ | ------------------ |
| 1931               | Viena (Austria)    | Medalla de bronce  | Espada por equipos |
| 1934               | Varsovia (Polonia) | Medalla de bronce  | Espada por equipos |
| 1935               | Lausana (Suiza)    | Medalla de plata   | Espada por equipos |